# 毛氏遠環蚓
毛氏遠環蚓（学名：Amynthas morrisi）为巨蚓科遠環蚓屬下的一个种。